# گولگی (دهانه)
گولگی یک دهانه برخوردی در ماه است.